# 何龍禎
何龍禎（？—？），字卜熙，号胜虚，广东广州府新會縣軍籍。

## 生平
万历四十年（1612年）壬子科广东乡试举人，四十一年（1613年）联捷癸丑科進士，刑部觀政，四十二年初授镇江府儒学教授，四十四年转学正。四十六年升工部主事，天啓元年管易州山厂，二年升虞衡清吏司员外郎，出为赣州府知府，五年考察去職。崇祯二年（1629年）起补凤翔知府，四年升云南按察司副使、兵巡洱海道，六年考察降调。寻升太仆寺少卿。清顾嗣协《冈州遗稿》卷五有传。

## 家族
曾祖何英才。祖父何惟讓。恩祖何亿。父何燦。